# 蒙特-罗伊格德尔坎普
蒙特-罗伊格德尔坎普，是西班牙加泰罗尼亚塔拉戈纳省的一个市镇。总面积64平方公里，总人口6753人（2001年），人口密度106人/平方公里。